# Tenarunga
Tenarunga aussi appelée Tenania ou Narunga est un atoll du groupe Actéon dans l'archipel des Tuamotu, en Polynésie française. Il est rattaché administrativement aux îles Gambier.

## Géographie
Tenarunga est situé à 6 km à l'ouest de Vahanga, à 15 km au nord-ouest de Matureivavao ainsi qu'à 1 375 km au sud-est de Tahiti. C'est un atoll de forme ovoïde d'une superficie de 4,25 km2 de terres émergées avec un lagon de 9,24 km2 dépourvu de passe de communication avec l'océan.
L'atoll n'est pas habité.

## Histoire
La première mention de l'atoll aurait été faite par le navigateur portugais Pedro Fernandes de Queirós le 5 février 1605 sans que cela soit parfaitement attesté,, sous la dénomination Làs Cuatro Coronadas (les « quatre couronnées » – par leurs palmiers) pour désigner en fait le groupe des quatre atolls. De façon assurée, la première mention non ambiguë date du 19 mars 1791, par le capitaine britannique Edward Edwards, lors de sa poursuite des mutins de la Bounty, qui l'associe aux « Îles Carysfort ». En 1833 c'est le navigateur Thomas Ebrill qui l'aborde sur son navire marchand Amphitrite et lui donne le nom d'île Melbourne, puis en janvier 1837 le capitaine Edward Russell venu sur son navire militaire HMS Acteon, donnant ainsi le nom au groupe d'îles.
Au XIXe siècle, Tenarunga devient un territoire français, alors peuplé d'environ 30 habitants autochtones vers 1850.
En 1983, l'atoll est fortement touché par un important cyclone.

## Faune et flore
L'atoll qui accueillait une population endémique de Chevaliers des Tuamotu n'abrite désormais plus cet oiseau en raison de l'introduction en 1997 de mammifères prédateurs (rats et chats). Si les chats (introduits au départ comme premier moyen d'éradication ou de limitation des rats) ont semble-t-il disparu, la tentative d'éradication des rats par des pièges chimiques (afin de restaurer un havre sûr pour les espèces protégées sur les deux derniers atolls des Tuamotu encore à l'abri des rats, et de permettre la recolonisation naturelle de l'atoll par les espèces aviaires) a échoué en 2000 en raison d'une mauvaise planification, de moyens insuffisants et de l'usage de produits défectueux[réf. nécessaire].